# SpaceX CRS-27
SpaceX CRS-27 eller SpX-27 var en flygning till Internationella rymdstationen med SpaceX:s rymdfarkost Dragon 2. Farkosten sköts upp av en Falcon 9-raket, från Kennedy Space Center LC-39, den 15 mars 2023.
Farkosten dockade med rymdstationen den 16 mars 2023.
Farkosten lämnade rymdstationen den 15 april 2023, några timmar senare återinträdde den i jordens atmosfär och landade i Mexikanska golfen.